# إتش روس هيوم
إتش روس هيوم (بالإنجليزية: H. Ross Hume)‏ هو منافس ألعاب قوى أمريكي، ولد في 18 سبتمبر 1922 في كانونسبرغ في الولايات المتحدة، وتوفي في 4 يناير 2001 في هاربور سبرينغز في الولايات المتحدة.